# Humphrey Mackworth
Humphry ou Humphrey Mackworth (janvier 1657 – 25 août 1727), est un écrivain et député conservateur, mais aussi l'un des premiers entrepreneurs du charbon britannique. Il a bénéficié de la réforme minière anglaise de 1689.

## Biographie
En 1686, il épousa Mary Evans, de Neath, où il émigre et hérite des terres à charbon de Sir Herbert Evans de Gnoll, dont le père David Evans avait reçu un monopole sur la production houillère de la région, qu'il rentabilise par des fonderies de cuivre et de plomb, en profitant du Mines Royal Act de 1689, qui prévoit l'expiration du monopole à partir de 1693. Située à égale distance entre Cardigan et la Cornouailles, les deux sources de richesses minérales, la raffinerie est un succès et consomme du charbon.
Un peu plus tard, il fusionne son entreprise avec les riches gisements de charbon découverts, près de Gorredan, par Sir Carbery Pryce, dans le Cardiganshire, dont il rachète les parts en 1698 pour la somme de 16 440 sterling.
Sir Humphrey Mackworth construisit des bennes sur des rails de bois et obtint des concessions pour sa Company of Mine Adventures en 1704, qui fait faillite en 1709 à la suite d'une enquête sur son financement, jugé illégal, puis est relancée en 1713, après l'arrivée au pouvoir des conservateurs, sous le nom de Company of Mineral Manufacturers. Il a cessé ses opérations en 1719, mais le raffinage continuera jusqu'à sa mort en 1727. En 1740, les exportations de charbon ne dépassaient pas 3 000 tonnes par an.
Très pieux, a aussi été l'un des quatre principaux animateurs de la Société pour la promotion de la connaissance chrétienne, littéralement fascinée par le pouvoir de l'écrit, qui finance des écoles au Pays de Galles et le recours à des maîtres d'écoles primaires itinérants.